# Albert Maier (Kunsthändler)
Albert Maier (* 13. November 1948 in Ellwangen) ist ein deutscher Kunst- und Antiquitätenhändler. Er ist regelmäßig in Sendungen des deutschen Fernsehens als Sachverständiger zu Gast.

## Leben
In seiner Jugend spielte Albert Maier Trompete in einer Knabenkapelle und war Sänger der Beatband Lovers, die als Begleitband der Musikgruppen The Lords und The Rattles im süddeutschen Raum auftrat. Zudem war er als Diskjockey in der Ellwanger Diskothek Black Raven tätig.
Maier studierte Rechtswissenschaft in München. Sein Interesse am Antikhandel wurde während dieser Zeit geweckt, als er in Aalen acht alte Gefängnistüren übernahm, die er restaurierte und in München verkaufte. Im Laufe eines Praktikums bei einem Gerichtsvollzieher in München fiel ihm auf, dass gelegentlich Wanduhren und Antikmöbel gepfändet wurden, die einige Studenten aufkauften und auf Flohmärkten anboten. So inspiriert, begann er nach seinem Ersten Staatsexamen Mitte der 1970er Jahre hauptberuflich mit Kunst- und Antikhandel. Seit 1976 betrieb der Autodidakt ein Antiquitätengeschäft in Ellwangen, mit dem er 2018 nach Rainau-Schwabsberg umzog.
Zu seinen Entdeckungen als Gutachter von Antiquitäten gehören ein Teller aus dem Service des Zaren Nikolaus II., dessen Verkauf auf einer späteren Auktion 72.000 Euro erzielte, sowie ein Bild des russischen Malers Wassily Kandinsky.
Bekanntheit erlangte Maier als Experte zur Einschätzung von Antiquitäten in der Rubrik Kunst oder Kitsch? des Fernsehverbrauchermagazins Kaffee oder Tee sowie in den Fernsehsendereihen echt antik?! und ZDF-Fernsehgarten. Von 2013 bis 2023 war er Mitglied des Expertenteams der Sendereihe Bares für Rares im ZDF.
Maier ist verheiratet, hat einen erwachsenen Sohn und lebt in Ellwangen. Er ist ein Neffe des Politikers Philipp Jenninger.

## Publikationen
- Der Antiquitäten-Händler. Auf der Suche nach verlorenen Schätzen. Tübingen 2019, ISBN 978-3-8425-2204-6.